# Александр Дреймон
Александр Деч або Олександр Деч (нім. Alexander Doetsch; нар. 7 лютого 1983), відомий під псевдонімом Александр Дре́ймон або Олександр Дреймон (англ. Alexander Dreymon) — німецький актор.
Найбільш відомий за роллю Утреда Беббанбурзького у телесеріалі «Останнє королівство» (2015). Інші помітні ролі Дреймона — у фільмах «Крістофер і йому подібні» (2011) та «Американська історія жаху: Шабаш» (2013—2014). Дреймон також знімався у фільмі «Опір» про Другу світову війну. Вільно володіє німецькою, англійською та французькою мовами.

## Раннє життя
Дреймон народився у Німеччині як Александр Деч (Alexander Doetsch), але виростав у США, Франції та Швейцарії. Його мати була вчителькою історії.
Дреймон змалку бажав бути актором. Має досвід бойових мистецтв, а також навчився їздити верхи на конях, живучи в Південній Дакоті. Навчався в Парижі, потім три роки навчався в Драматичному центрі Лондона.

## Кар'єра
Після трирічного навчання в драматичному центрі Лондона Дреймон з'являвся на сцені в Лондоні і Парижі, перш ніж зробити свій дебют на екрані у французькій драмі Ni reprise, ni échangée, а потім грав разом із Доктором Хто Метта Сміта в британському фільмі Крістофер і йому подібні.
Дреймон працював над кількома незалежними фільмами в США, а також зображував Люка Рамсі в п'яти епізодах третього сезону «Американська історія жахів: Шабаш».
Дреймон грає Утреда Беббанбурзького у телесеріалі «Останнє королівство» на Netflix.

## Фільмографія

### Фільм
| Рік  | Заголовок                 | Роль        | Примітки   |
| ---- | ------------------------- | ----------- | ---------- |
| 2011 | Крістофер і йому подібні  | Каспар      | Телефільм  |
| 2011 | Останній показ мод        | Брюс        |            |
| 2011 | Хто за ким спостерігає    | перевертень | Епізодична |
| 2011 | Опір                      | Штейнер     |            |
| 2014 | Викуп кров'ю              | Єремія      |            |
| 2015 | Випробування часом        | Стів        |            |
| 2016 | Хлопці, які читають вірші | Отець       |            |
| 2018 | Серцевий замок            | Лі Гейз     |            |
| 2020 | Лінія горизонту           | Джексон     |            |

### Телебачення
| Рік         | Назва                             | Роль                 | Примітки     |
| ----------- | --------------------------------- | -------------------- | ------------ |
| 2010        | Ni reprise, ni échangée           | Александр            |              |
| 2013        | Американська історія жахів: Шабаш | Люк Ремзі            |              |
| 2015 — 2022 | Останнє королівство               | Утред Беббанбурзький | Головна роль |